# Ajtyrski
Ajtyrski (del ruso: Ахтырский) es un asentamiento de tipo urbano del raión de Abinsk del krai de Krasnodar en el sur de Rusia. Está situado en la frontera entre las llanuras de Kubán-Priazov y las montañas del Cáucaso Occidental, a orillas del río Ajtyr, afluente del Abin, de la cuenca del río Kubán, 11 km al este de Abinsk y 61 km al suroeste de Krasnodar, la capital del krai. Tenía 20 100 habitantes en 2010. De estos un 90.5 % eran de etnia rusa. Las principales minorías eran la etnia armenia y la ucraniana.
Es cabeza del municipio Ajtyrskoye.

## Historia
La localidad fue fundada en 1863 como stanitsa Antyrskaya para reasentar a 1 234 colonos cosacos de las stanitsas de Poltávskaya, Novomyshastovskaya, Novotítarovskaya, Novovelichkovskaya y Márinskaya; y de las gubernias de Poltava y Járkov. Más adelante ese año llegaron cien familias de campesinos de las gubernias de Chernígov, Vorónezh, Járkov y Poltava del Imperio ruso. En 1867 recibió el nombre de Ajtyrskaya, para adaptarlo a los nombres rusos, por Ajtyrka en el actual óblast de Sumy, en Ucrania. 
En 1938-1940 se hallaron yacimientos de petróleo y gas natural cerca de la stanitsa. Durante la Gran Guerra Patria fue ocupada por la Wehrmacht de la Alemania Nazi el 17 de agosto de 1942 y liberada por el Ejército Rojo de la Unión Soviética el 22 de febrero de 1943. En 1948 se iniciaron los trabajos para la construcción del asentamiento de trabajo petrolero Ajtyrski. En 1958 se decide unir a ambas localidades y al jútor Dubravinski en el asentamiento de tipo urbano actual.

## Demografía
| 1959   | 1970   | 1979   | 1989   | 2002   | 2007   | 2010   |
| ------ | ------ | ------ | ------ | ------ | ------ | ------ |
| 15 691 | 18 170 | 18 341 | 18 563 | 19 219 | 19 431 | 19 795 |

## Clima
Las temperaturas en verano pueden llegar a los 40º. El nivel medio de precipitaciones es de 575 mm anuales.

## Economía y transporte
Las reservas petrolíferas se agotaron en la década de 1980, por lo que la localidad ha vuelto a ser centro de una región dedicada principalmente a la agricultura.
La localidad cuenta con una estación (Ajtysrskaya) y una plataforma ferroviaria (Leshchenko) en la línea del ferrocarril del Cáucaso Norte, abierta en 1888. Al sur pasa la carretera A146 Novorosisk-Krasnodar.